# Capurodendron perrieri
Capurodendron perrieri là một loài thực vật có hoa trong họ Hồng xiêm. Loài này được (Lecomte) Aubrév. mô tả khoa học đầu tiên năm 1962.